# Hartman (Colorado)
Hartman és una població dels Estats Units a l'estat de Colorado. Segons el cens del 2000 tenia 111 habitants.

## Demografia
Segons el cens del 2000, Hartman tenia 111 habitants, 40 habitatges, i 31 famílies. La densitat de població era de 142,9 habitants per km².
Per edats la població es repartia de la següent manera: un 34,2% tenia menys de 18 anys, un 9,9% entre 18 i 24, un 27,0% entre 25 i 44, un 15,3% de 45 a 60 i un 13,5% 65 anys o més.
L'edat mediana era de 33 anys. Per cada 100 dones de 18 o més anys hi havia 92,1 homes.
La renda mediana per habitatge era de 23.750 $ i la renda mediana per família de 24.375 $. Els homes tenien una renda mediana de 16.250 $ mentre que les dones 25.417 $. La renda per capita de la població era d'11.816 $. Entorn del 32,4% de les famílies i el 42,7% de la població estaven per davall del llindar de pobresa.

## Poblacions més properes
El següent diagrama mostra les poblacions més properes.